# Río Batá
Río Batá är ett vattendrag i Colombia.   Det ligger i departementet Boyacá, i den centrala delen av landet, 90 km öster om huvudstaden Bogotá.